# Max Süßheim

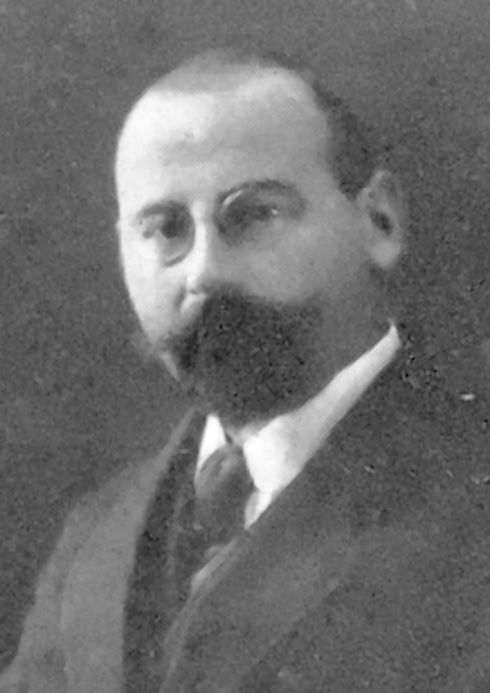
Max Süßheim (1919)

Maximilian (Max) Süßheim, auch Süssheim (* 20. Juli 1876 in Nürnberg; † 1. März 1933 ebenda) war ein deutscher Jurist, der letzte jüdische Landtagsabgeordnete Bayerns und Kunstsammler.

## Leben
Süßheim war der Sohn des Hopfen-Händlers Sigmund Süßheim aus Kronach, der 1870 nach Nürnberg zog, und seiner Ehefrau Clara. Mütterlicherseits war er ein Enkel des bayerischen Landespolitikers David Morgenstern. Sein jüngerer Bruder war der Historiker und Orientalist Karl Süssheim.
Süßheim studierte Rechtswissenschaft an der Universität München, wo er im Jahr 1898 als Rechtspraktikant mit seiner Dissertation Die Begünstigung (Verlag Bickel, München 1898) zum Dr. jur. promoviert wurde. Außerdem studierte er Philosophie an der Universität Erlangen und wurde dort im Jahr 1900 mit seiner Dissertation Das moderne Auktionsgewerbe (Verlag Duncker & Humblot, Leipzig 1900) zum Dr. phil. promoviert.
Im Jahr 1901 legte Süßheim die juristische Staatsprüfung ab und erhielt 1902 die Zulassung als Rechtsanwalt in Fürth und 1903 in Nürnberg. Zehn Jahre später (1913) holte er sich den 16 Jahre jüngeren Albert Rosenfelder, SPD-Mitglied wie Süßheim selbst, als Sozius in die Kanzlei. Privat wohnte er in der Adlerstraße 35. Später wurde er Justizrat am Oberlandesgericht Nürnberg. Ab 1919 war er Mitglied des Staatsgerichtshofes.
Von 1914 bis 1919 war er Gemeindebevollmächtigter und von 1919 bis 1933 als führender SPD-Politiker Mitglied und Fraktionsvorsitzender im Stadtrat seiner Heimatstadt Nürnberg. Für die SPD war er außerdem von 1907 bis 1918 Mitglied des bayerischen Landtags, nach der Revolution von 1918 für die MSPD Mitglied im Provisorischen Nationalrat in Bayern und von 1919 bis 1920 wieder Landtagsabgeordneter. Er war im Februar 1919 Delegierter und Hauptredner der SPD in den Verhandlungen des Reichsrätekongresses in Berlin.
Süßheim war ein strikter Gegner des Ersten Weltkriegs und Wortführer der anschließenden Revolution in Nürnberg. Er galt als der bedeutendste jüdische Politiker im Nürnberg des frühen 20. Jahrhunderts.
Bei Zusammentritt des bayerischen Landtags am 28. September 1917 beantragte die sozialdemokratische Fraktion mit dem von den Abgeordneten Süßheim und Erhard Auer eingebrachten Antrag eine umfassende Reform der Bayerischen Verfassung. Neben der Einführung der einjährigen Finanzperiode und des Verhältniswahlrechts für alle volljährigen Staatsbürger, der Auflösung der Fideikommisse, der Abschaffung des Adels und der Aufhebung der Privilegien des Königs wie der Religionsgemeinschaften wurde als Kernpunkt eine Umgestaltung der Verfassung in eine parlamentarische Monarchie gefordert. Diese Maximalforderungen sollten vor allem eine Diskussion über Verfassungsfragen in Gang setzen und auf diesem Wege zu Reformen führen, verhinderten aber wegen ihrer Radikalität ihre nähere Behandlung im Landtag.
Am 20. Juli 1921 gehörte Süßheim mit dem damaligen Oberbürgermeister Hermann Luppe und dem Fabrikanten Siegfried Guggenheimer zu den Gründungsmitgliedern des Fördervereins Verein der Freunde der Handelshochschule Nürnberg.
Bei der Beisetzung Süßheims im März 1933 in Nürnberg, er war am frühen Morgen des 1. März bei einem Spaziergang an einem Herzinfarkt verstorben, hielt Oberbürgermeister Hermann Luppe die Grabrede – als eine seiner letzten Amtshandlungen. Süßheim hatte Luppe in dessen Prozessen gegen Julius Streicher vertreten. In seinem Testament beklagte der Nürnberger SPD-Stadtrat Süßheim zunehmende antisemitische Tendenzen in der Stadt, sogar in seiner eigenen Partei.
Seine umfangreiche, auf 26.874 Reichsmark geschätzte Bilder- und Dokumentensammlung vermachte er seiner Ehefrau Hedwig. Diese nahm sich fünf Jahre später direkt nach der Pogromnacht am 10. November 1938 das Leben. Der als  „Landeskulturverwalter des Gaues Franken“ tätige NSDAP-Funktionär Hans Bäselsöder (1900–1983) hatte zwischen 1935 und 1945 die Ausfuhr des Süßheimschen Kunstbesitzes nach New York verhindert.

## Werke
- Die Begünstigung, Dissertation, Verlag Bickel, München 1898
- Nichts bleibt für immer verborgen (mit Dominik Radlmaier), in: Norica – Berichte und Themen aus dem Stadtarchiv Nürnberg, Band 5 (2009), Seite 39–43
- Revolution und Bayerische Verfassung, SPD-Landesvorstand Bayerns (Hrsg.), Augsburger Buchdruckerei und Verlagsanstalt, 1920
- Das moderne Auktionsgewerbe, Dissertation, Verlag Duncker & Humblot, Leipzig 1900
- Die parlamentarische Thätigkeit Dr. jur. David Morgensterns, 1899
- Armenunterstützung nichtbayerischer Deutscher in Bayern, in: Jahrbücher für Nationalökonomie und Statistik, Band 79, 1902
- Das Namensrecht von Frau und Kind im Bürgerlichen Gesetzbuch, in: Gruchots Beiträge, Seite 579–590, 1899
- Rechtsfolgen arglistigen Stillschweigens bei Kauf, Schenkung und Miethe (PDF; 3,3 MB), in: Dr. J. A. Seuffert's Blätter für Rechtsanwendung, Band 66, Seite 205–214, 1901